# بني مجيد (المحويت)

تعديل مصدري - تعديل

بني مجيد هي إحدى قرى عزلة قبلة خديف بمديرية المحويت التابعة لمحافظة المحويت، بلغ تعداد سكانها 84 نسمة حسب تعداد اليمن لعام 2004.